# Koppelbruch
Koppelbruch ist ein ehemaliger Wohnplatz (Wüstung), heute im Gebiet der Woiwodschaft Westpommern in Polen gelegen.
Die Wüstung liegt in Hinterpommern, etwa 95 Kilometer nordöstlich von Stettin und etwa 16 Kilometer südlich von Kołobrzeg (Kolberg). 
Der Wohnplatz bestand vor 1945 aus einem Einzelhof, der etwa 2 ½ Kilometer südwestlich von Groß Jestin am Steinbach lag. Im Jahre 1905 wurden hier 7 Einwohner gezählt. Im 19. Jahrhundert wurden auch einige Hofstellen („Ausbauten“) des nahegelegenen Kämitzfeldes als Teil von Koppelbruch verstanden; dadurch erklären sich die höheren Einwohnerzahlen im Jahre 1871 von 113 Einwohnern und im Jahre 1895 von 55 Einwohnern. 
Bis 1945 bildete Koppelbruch einen Wohnplatz in der Gemeinde Groß Jestin und gehörte mit dieser zum Kreis Kolberg-Körlin in der Provinz Pommern.
1945 kam Koppelbruch, wie ganz Hinterpommern, an Polen. Heute liegt der Wohnplatz wüst. Die Wüstung liegt im Gebiet der polnischen Gmina Gościno (Gemeinde Groß Jestin).